# Michel Marfaing
Pour les articles homonymes, voir Marfaing.
Michel Marfaing, né le 6 mars 1970 à Pamiers, est un joueur français de rugby à XV du Stade toulousain, trois-quarts centre de formation, puis ailier après son passage à Narbonne. 

## Biographie
Il a remporté de nombreux titres avec le Stade toulousain et compte deux sélections en équipe de France. Il a été le meilleur marqueur d'essais de la Coupe d'Europe, avec 24 réalisations et il reste le meilleur réalisateur du club en coupe d'Europe avec 287 points. Au 11 octobre 2009, Vincent Clerc, avec 30 essais inscrits en 47 rencontres disputées de 2002 à 2009, l'a dépassé et est le meilleur marqueur de l'histoire de la Coupe d'Europe.
Le 6 novembre 1996, il est invité avec les Barbarians français pour jouer contre le Cambridge RUFC à Cambridge en Angleterre. Les Baa-Baas s'imposent 76 à 41. Le 23 novembre 1996, il joue de nouveau avec les Barbarians français contre l'Afrique du Sud à Brive. Les Baa-Baas s'imposent 30 à 22.
De 2005 à 2011, il entraîne l'équipe espoirs du Stade toulousain. Il est actuellement le directeur sportif du centre de formation du club.
Il donne son nom au Trophée des buteurs de Villeneuve-du-Paréage.

## Palmarès
En sélection
- 2 sélections en équipe de France (en 1992)
- Champion de France et international au rugby à sept

Avec le Stade toulousain
- Coupe Frantz-Reichel :
  - Vainqueur (2) : 1989 et 1990
- Championnat de France de première division :
  - Champion (3) : 1997, 1999 et 2001
  - Vice-champion (1) : 1991
- Coupe de France : 
  - Vainqueur (1) : 1998
- Championnat de France Espoir :
  - Vainqueur (1) : 2003